# پائولو اوتاویو
پائولو اوتاویو روزا داسیلوا (زاده ۲۳ نوامبر ۱۹۹۴)، که به نام پائولو اوتاویو  شناخته می‌شود، یک بازیکن فوتبال است که در حال حاضر برای باشگاه ورزشی السد در لیگ ستارگان قطر، بالاترین سطح فوتبال قطر، به میدان می‌رود.

## دوران بازی
در تاریخ ۱ ژوئن ۲۰۱۹، باشگاه فوتبال وولفسبورگ به صورت رسمی اعلام کرد که قرارداد چهارساله‌ای را با اوتاویو منعقد کرده‌است.